# Château de Nymphenburg
Le château de Nymphenburg situé à Munich en Allemagne (en allemand : Schloss Nymphenburg ; littéralement, le « château des Nymphes »), parfois francisé château de Nymphenbourg, plus rarement château de Nymphembourg, était la résidence d’été des princes-électeurs puis rois de Bavière de la maison de Wittelsbach. 
Construit à partir de 1664 à l’écart de la ville de l’époque, le palais avec son parc de 180 hectares est l'un des grands palais royaux d'Europe : avec une largeur totale de 632 mètres (axe nord-sud), sa portée dépasse même celle du château de Versailles, dont la construction était contemporaine.
C'est aujourd’hui un lieu de visite très prisé avec plus de trois cent mille visiteurs à l'année.

## Histoire
Le château est situé à l'ouest de Munich, dans ce qui est actuellement le quartier de Neuhausen-Nymphenburg, mais qui était à l'origine à la campagne, à 5 km de la ville. Le château fut la résidence d’été des Wittelsbach et fait partie aujourd’hui, avec le parc qui le jouxte, des curiosités les plus connues d'Allemagne. Le bâtiment central (le plus ancien) a été commandé dans le style d’une villa italienne en 1664 par le prince-électeur Ferdinand-Marie de Bavière en cadeau à son épouse Henriette-Adélaïde de Savoie, à l’occasion de la naissance de son fils Maximilien-Emmanuel. L’architecte en est Agostino Barelli.

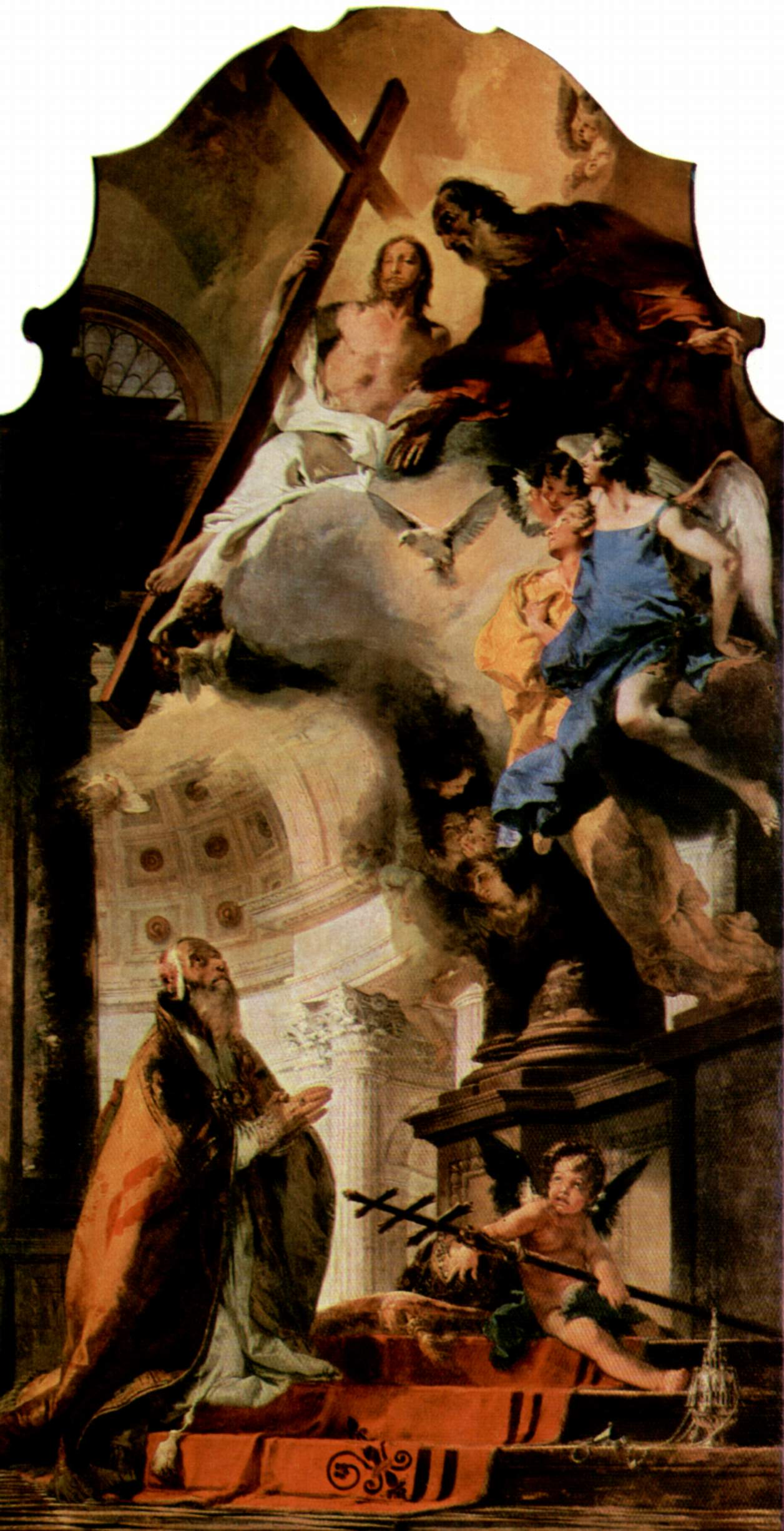
Le pape Clément adorant la Trinité,
Giambattista Tiepolo, 1739,
Alte Pinakothek, Munich.

Le château a été agrandi petit à petit et transformé au cours du temps, notamment par l’ajout d’ailes latérales, des écuries et d’une orangerie. Terminé en 1730, l’aménagement circulaire (le Schlossrondell) devant l’aile principale était considéré à l’époque comme une merveille architecturale. 
Giambattista Tiepolo a peint vers 1735, un retable pour la chapelle. Il est aujourd'hui conservé à l'Alte Pinakothek. Une esquisse se trouve à la National Gallery de Londres.
Un traité entre la Bavière et l’Espagne fut conclu le 28 mai 1741 au château. Par cet accord, l’électeur bavarois Charles-Albert obtint le soutien du roi d'Espagne Philippe V pour devenir le prochain empereur du Saint-Empire romain germanique contre les prétentions des Habsbourg. Le traité a été négocié par le maréchal Belle-Isle sous l’autorité de Louis XV.
En 1747, le fils de Karl Albrecht, l'électeur Maximilien III Joseph (règne 1745-1777) y a fondé la manufacture de porcelaine de Nymphenburg. 
En tant que résidence d'été des Wittelsbach la plus importante, Nymphenburg a été le théâtre de nombreuses festivités à la cour, en 1763 les Mozart ont participé à un grand gala au château de Nymphenburg et Wolfgang Amadeus Mozart a joué devant l'électeur. En 1792, l'électeur Karl Théodore de Bavière fit ouvrir le parc Nymphenburg au public. 
Le roi Maximilien Ier y est mort en 1825, et Louis II y est né en 1845. En 1863, la seule rencontre entre Louis II et Otto von Bismarck eut lieu à Nymphenburg. À la suite de la chute de la monarchie bavaroise en 1918, Nymphenburg passa sous l'administration des domaines de la couronne, puis propriété de l'État bavarois (Administration bavaroise des palais, jardins et lacs de l'État). Les Wittelsbach ont conservé le droit de vivre dans une petite partie du château, qui est utilisée par le chef respectif de la maison de Wittelsbach. Le prince Ludwig Ferdinand a vécu avec sa famille sans interruption dans le château jusqu'à sa mort en 1949. L'actuel chef de la maison de Bavière, le duc François de Bavière, habite toujours une aile.

### Dommages de guerre et reconstruction
Pendant la Seconde Guerre mondiale, le palais principal et l'Amalienburg ont reçu un camouflage pour se protéger des raids aériens, les grandes allées du parc ont été assombries et des parties du canal central ont été recouvertes. Les bassins d'eau du côté ville du château ont également été remplis plus tard. Deux bunkers souterrains ont été construits dans les pelouses du parterre intérieur, un autre a été construit à l'est de la Maison de Fer et a été conservé à ce jour.
Le complexe du palais a été en grande partie épargné pendant la Seconde Guerre mondiale. L'église du monastère, profanée en 1937 et transformée en salle de lecture du musée allemand de la chasse, fut détruite par les bombes en 1944. D'autres dommages ont été causés au parvis du château. Dans le parc, le Badenburg et la Grande Cascade ont été détruits ou gravement endommagés, des dommages ont également été causés au groupe de figurines de Pan et aux arbres du parc. Les soldats de l'occupation ont fait exploser un ancien bâtiment, le prétendu pénitencier au sud de la Grande Cascade, qui avait été utilisé à mauvais escient comme arsenal.

Après la guerre, les dégâts ont été progressivement réparés. À la fin de la guerre en mai 1945, il y avait un grand hôpital sous tente dans la zone verte devant le côté ville du château. En 1952, l'inauguration du musée des carrosses Marstallmuseum a eu lieu. Le Museum Mensch und Natur dans l'aile nord a été inauguré en 1990, que l'État libre de Bavière a décidé d'agrandir avec un nouveau bâtiment controversé en 2014. 

## Le palais

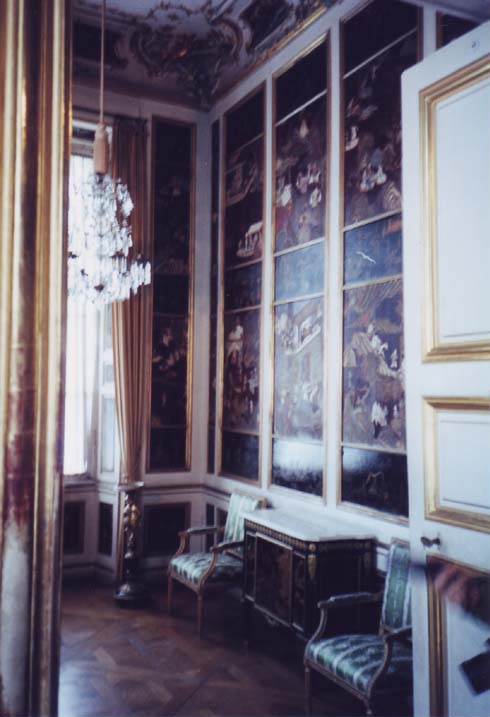
Le cabinet chinois au palais de Nymphenburg.

### Extérieur

#### Pavillon central
À l'origine, l'aile centrale a été construite dans le style d'une maison de campagne italienne sous la forme d'un bloc cubique de cinq étages avec des escaliers à double volée des deux côtés à partir de 1664 et a été essentiellement achevée en 1675. Le calcaire de Kelheim était utilisé comme matériau de construction. Le modèle était le pavillon de chasse piémontais Venaria Reale , dont l'architecte Amedeo Castellamonte (1613–1683) a également fourni les premières conceptions de Nymphenburg. En 1679, les travaux sont suspendus pendant plus de 20 ans. 

#### Pavillons latéraux
De 1702 à 1704, l'électeur Maximilien-Emmanuel II fit construire par Enrico Zuccalli et Giovanni Antonio Viscardi les deux galeries d'arcade à deux étages à côté du palais principal et les pavillons adjacents, presque carrés, deux pavillons nord et deux pavillons sud, chacun avec trois étages. Cela a créé une cour d'honneur, car les deux pavillons extérieurs ont été déplacés vers l'est. Viscardi a reconstruit à nouveau le bâtiment central existant, en dotant le hall central de grandes fenêtres cintrées par groupes de trois des deux côtés. Il a également construit le deuxième grand escalier extérieur vers le jardin en contrepartie de l'escalier Zuccallis existant du côté est et a créé le hall d'entrée au rez-de-chaussée. Après seulement trois ans de construction, les travaux de construction sont à nouveau suspendus en raison de l'exil de l'électeur pendant la guerre de Succession d'Espagne. Viscardi fait ensuite construire la chapelle du palais dans le deuxième pavillon nord en 1713. À partir de 1716, les deux ailes parallélépipédiques reliant les deux bâtiments extérieurs à quatre ailes pour l'orangerie au nord et les écuries au sud, qui jouxtent les pavillons nord et sud, sont construites. Ces bâtiments sont à deux étages. Le Marstall (écuries) a été en grande partie achevé en 1719, tandis que l'aile de l'orangerie n'a été achevée qu'en 1755-1758 par Johann Baptist Gunetzrhainer. Avec ces deux ensembles, le front oriental de Nymphenburg s'étend jusqu'à 538 mètres. 
Historiquement, le château de Nymphenburg était relié au château de Fürstenried via l'avenue Fürstenrieder Strasse. Un raccordement d'eau au complexe du château de Schleissheim a été prévu via le canal Nymphenburg-Biederstein. À l'origine, il y avait une ligne d'horizon allant vers le château de Blutenburg au nord-ouest. Le canal à l'est du château, qui s'accompagne des deux allées et faisait partie du projet, a été construit dans les années 1728-30. 

### Intérieur
La Steinerne Saal (salle des marbres), avec les fresques au plafond des frères Johann Baptist et Dominikus Zimmermann et les décorations de François de Cuvilliés, est impressionnante. Elle occupe, en tant que hall d’entrée, trois niveaux du pavillon central du palais. Quelques salles ont conservé leur décoration baroque originelle, d’autres ont été transformées en style rococo ou néoclassique. Une pièce abrite aujourd’hui la galerie des Beautés du roi Louis Ier de Bavière. Le premier étage montre une collection des productions de la manufacture de porcelaine de Nymphembourg, fondée par Maximilien III Joseph de Bavière.
La galerie des Beautés du pavillon sud rassemble des portraits de femmes célèbres pour leur beauté peints par Joseph Karl Stieler, portraits commandés par Louis Ier de Bavière.

## Le parc

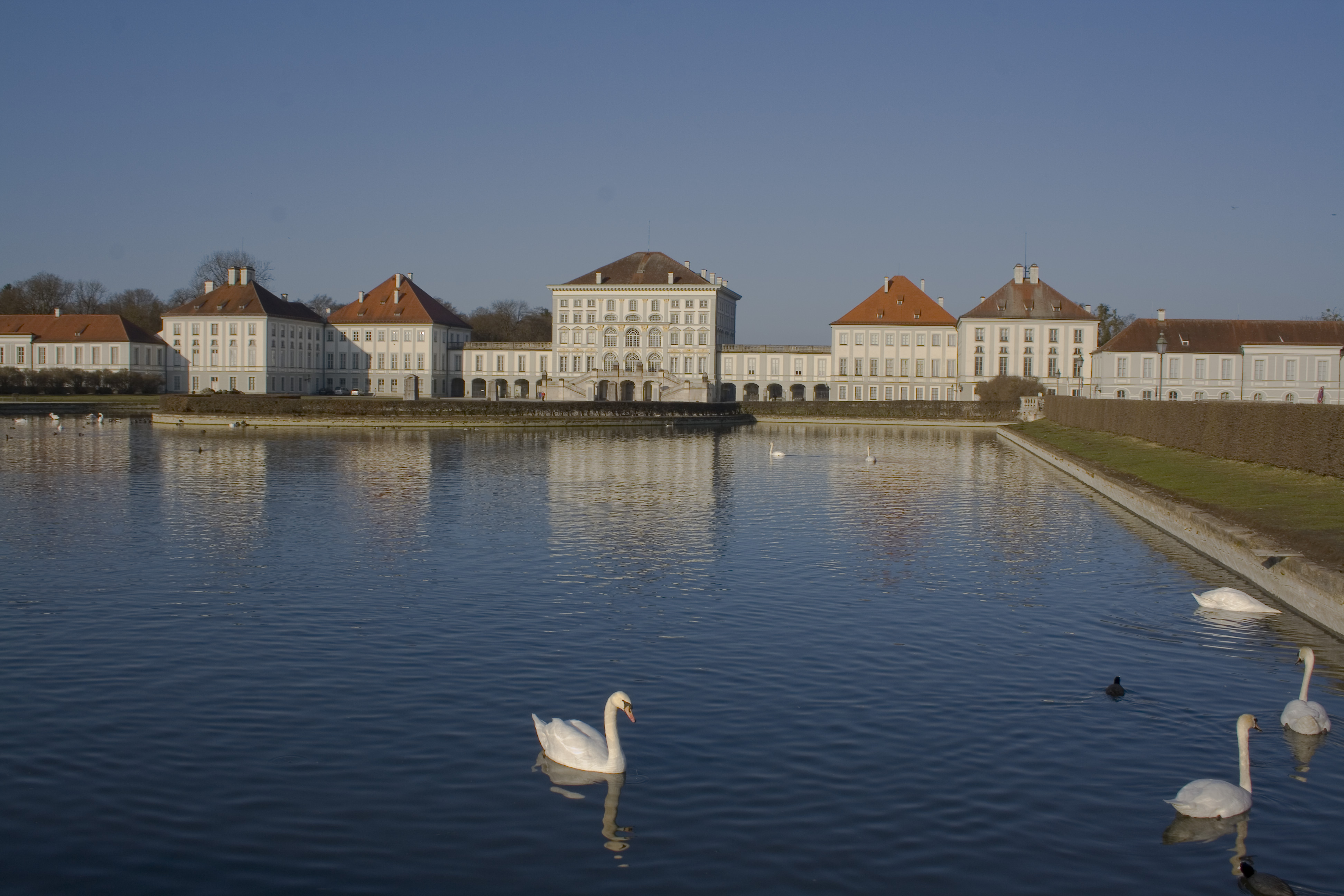
Le grand bassin.

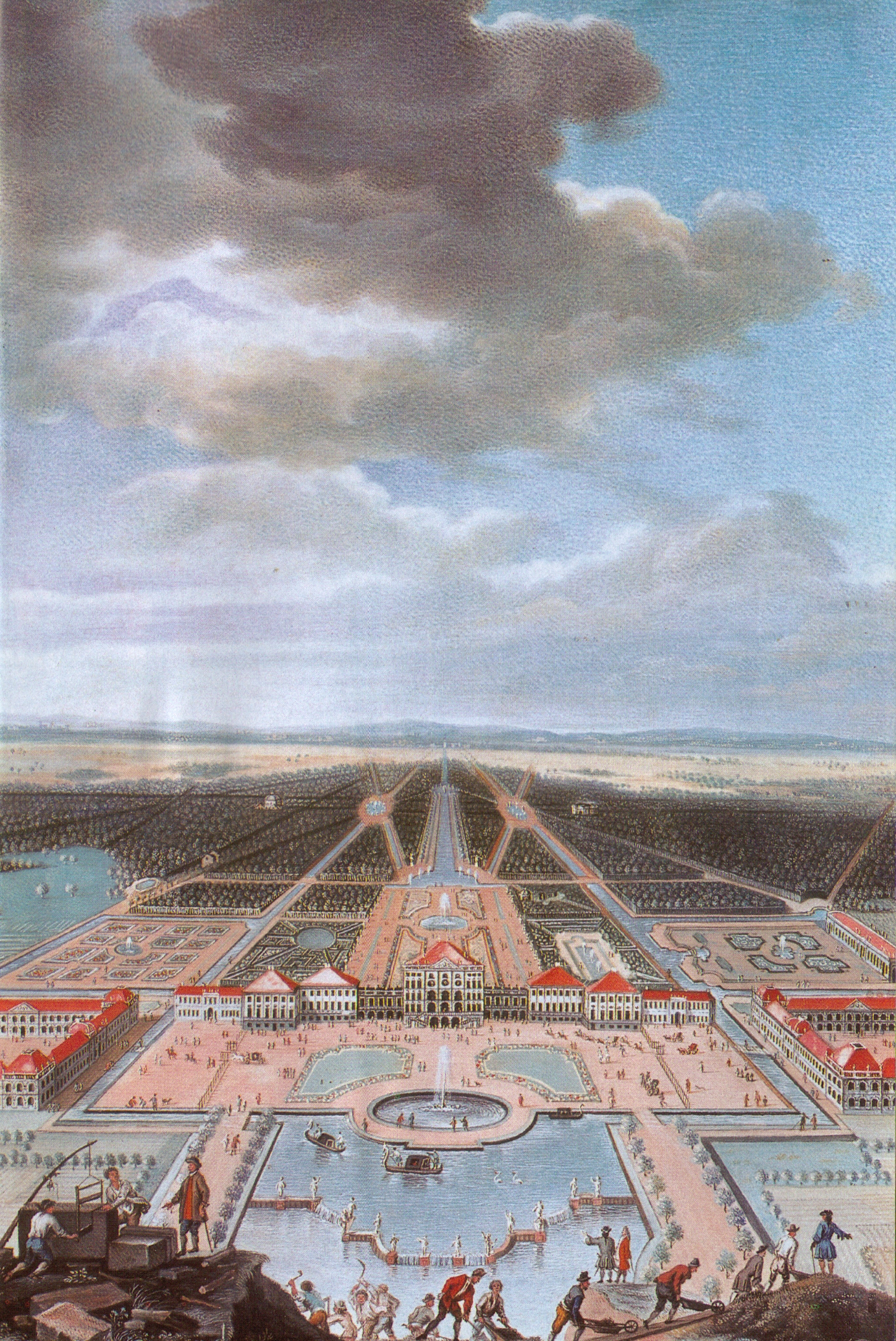
Nymphenburg (1730).

Le parc fut très largement agrandi au XVIIIe siècle et transformé en style baroque (modèle Versailles) par Girard (élève de Le Nôtre) à partir de 1715. Lorsqu’au XIXe siècle le style anglais « naturel » détrôna le goût français « artificiel », Sckell transforma le parc du château en un jardin de type anglais, mais en conservant toutefois les bases du jardin baroque, agrémenté de plusieurs fabriques.
Le pavillon de chasse d'Amalienburg de François de Cuvilliés l'Ancien et Johann Baptist Zimmermann est l'un des bâtiments rococo les plus anciens et les plus importants d'Europe. Construit vers 1740, il abrite la salle des Glaces-Rondes (décoration argent sur fond bleu), avec ses allégories de chasse, qui est considérée comme unique en son genre. À côté de la salle de repos et de la salle de chasse, toutes les deux décorées en argent et en or, la cuisine dotée de carreaux de faïence hollandais est aussi une pièce remarquable.
Le Badenburg est l’une des premières piscines couvertes chauffées des temps modernes. La construction à deux étages fut érigée de 1719 à 1721 par Josef Effner comme petit château de bains de la cour pour Max-Emmanuel. La salle des fêtes comporte de riches stucs de fruits et coquillages, la peinture du plafond Apollon dans le char du Soleil est due à J. Amigoni.
Le Pagodenburg, également d’Effner, est un pavillon de thé avec un plan en croix. Autrefois, le pavillon servait au repos après les jeux de cour. Les pièces sont aménagées à la mode d’autrefois d’Extrême-Orient avec des chinoiseries. L’extérieur est décoré de masques de Bacchus, de Flore, de Neptune et de Cérès.
La Magdalenenklause fut  aménagée à titre d’ermitage par Effner de 1725 à 1728 pour Max-Emmanuel, prince électeur déjà fort âgé. L’architecture de cette « retraite », avec intention, ruineuse, a des éléments mauresques en plus des romans et gothiques. La peinture du plafond de la chapelle (sujets de la vie de la pénitente Marie-Madeleine) est due à Cuvilliés.
Le Marstallmuseum (musée des Écuries) dans l’aile sud du château présente une collection de carrosses luxueux dans les salles des anciennes écuries de la cour ainsi que des traîneaux, des harnais et des selles qui rappellent les époques brillantes des Wittelsbach. Les objets exposés les plus connus sont les carrosses d’apparat du roi Louis II.
Le Monopteros, temple néo-classique, fut dessiné par Leo von Klenze.
En 1972, les compétitions olympiques de dressage ont eu lieu dans le parc du château de Nymphenburg.

## Films tournés
Le château a souvent été utilisé comme décor de cinéma, notamment pour les productions internationales L'année dernière à Marienbad d'Alain Resnais (1961) et Ludwig II (1972).

## Faits et chiffres
- Henriette de Savoie a nommé le château en italien « Castello delle Ninfe ».
- Le modèle architectural était le château de Venaria Reale près de Turin.
- Avec un axe nord-sud de 632 mètres, le château de Nymphenburg est plus large que le château de Versailles.
- Le parc du palais a une superficie de 180 hectares, l'ensemble du complexe est d'environ 229 hectares.
- En tant que construction calendaire, le château de Nymphenburg est orienté vers l'équinoxe de printemps.
- Le système de pompage, qui a été installé en 1803 par Joseph Baader dans le Grünen Brunnhaus pour faire fonctionner la fontaine, est un chef-d'œuvre d'ingénierie et la plus ancienne machine en fonctionnement en Europe. Un autre système de pompage a été installé dans le Johannisbrunnhaus en 1808.
- Dans le palais se trouvent entre autres la galerie des Beautés de Louis Ier (anciennement dans le bâtiment de la salle de bal de la Résidence) et la chambre natale de Louis II.
- Le chef de la maison de Wittelsbach, actuellement duc François de Bavière, vit traditionnellement dans une partie du château de Nymphenburg.
- Le palais est également le siège de l'Administration des palais bavarois, de l'administration du duc de Bavière, du musée Marstall, du musée de la porcelaine, du musée de l'homme et de la nature, de l'école primaire Maria Ward, de la manufacture de porcelaine de Nymphenburg (au nord du château) et du musée Erwin von Kreibig (au sud du château).
- Avec 323 575 visiteurs en 2019, le château de Nymphenburg est l'un des châteaux les plus visités de Bavière après le château de Neuschwanstein (1,44 million de visiteurs) et la résidence de Munich (521 417 visiteurs).
- Les concerts du château de Nymphenburg ont lieu dans l'Hubertussaal depuis 2004.
- Les pourparlers de Nymphenburg se déroulent à proximité du palais depuis 2007.

## Images

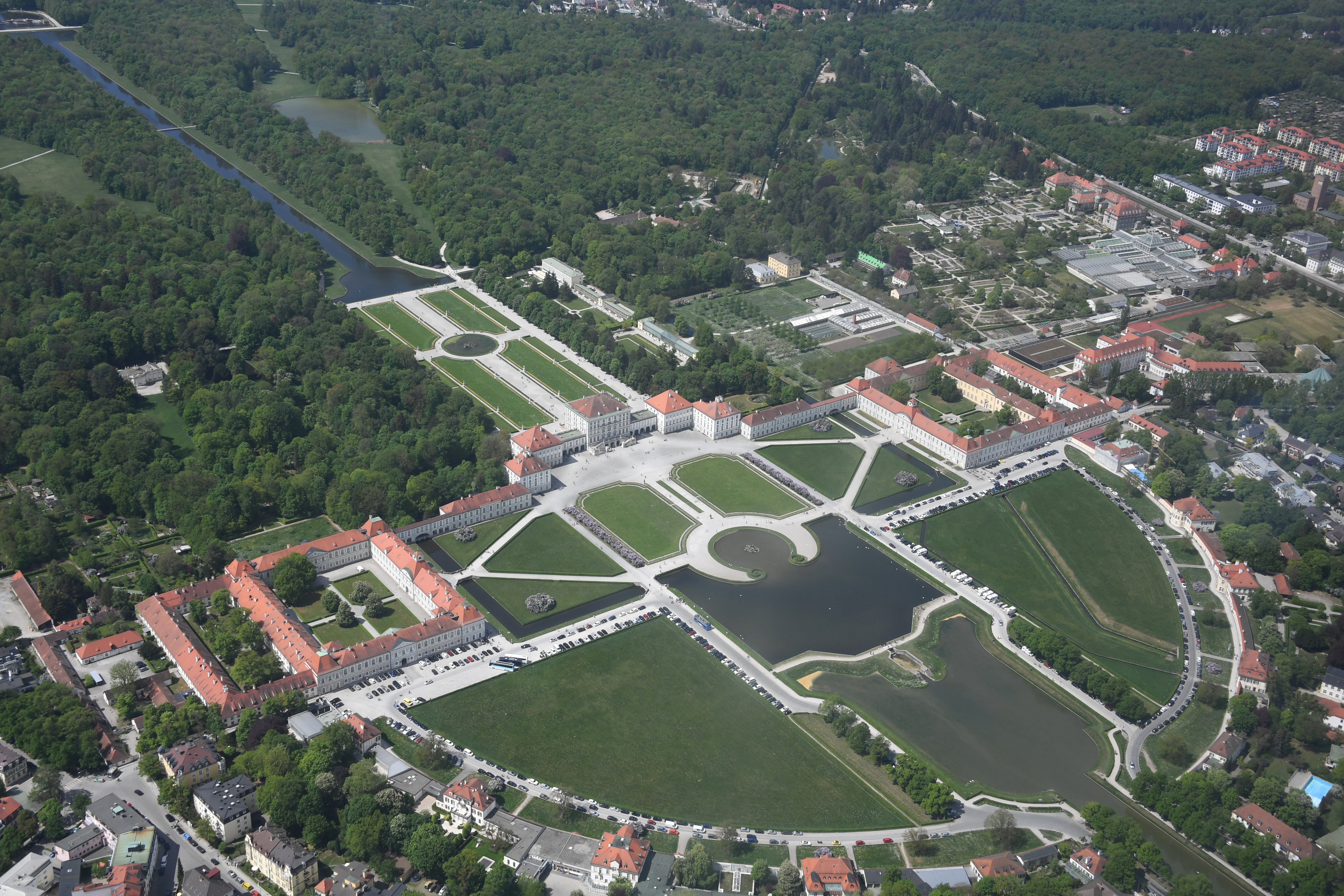
Vue aérienne.
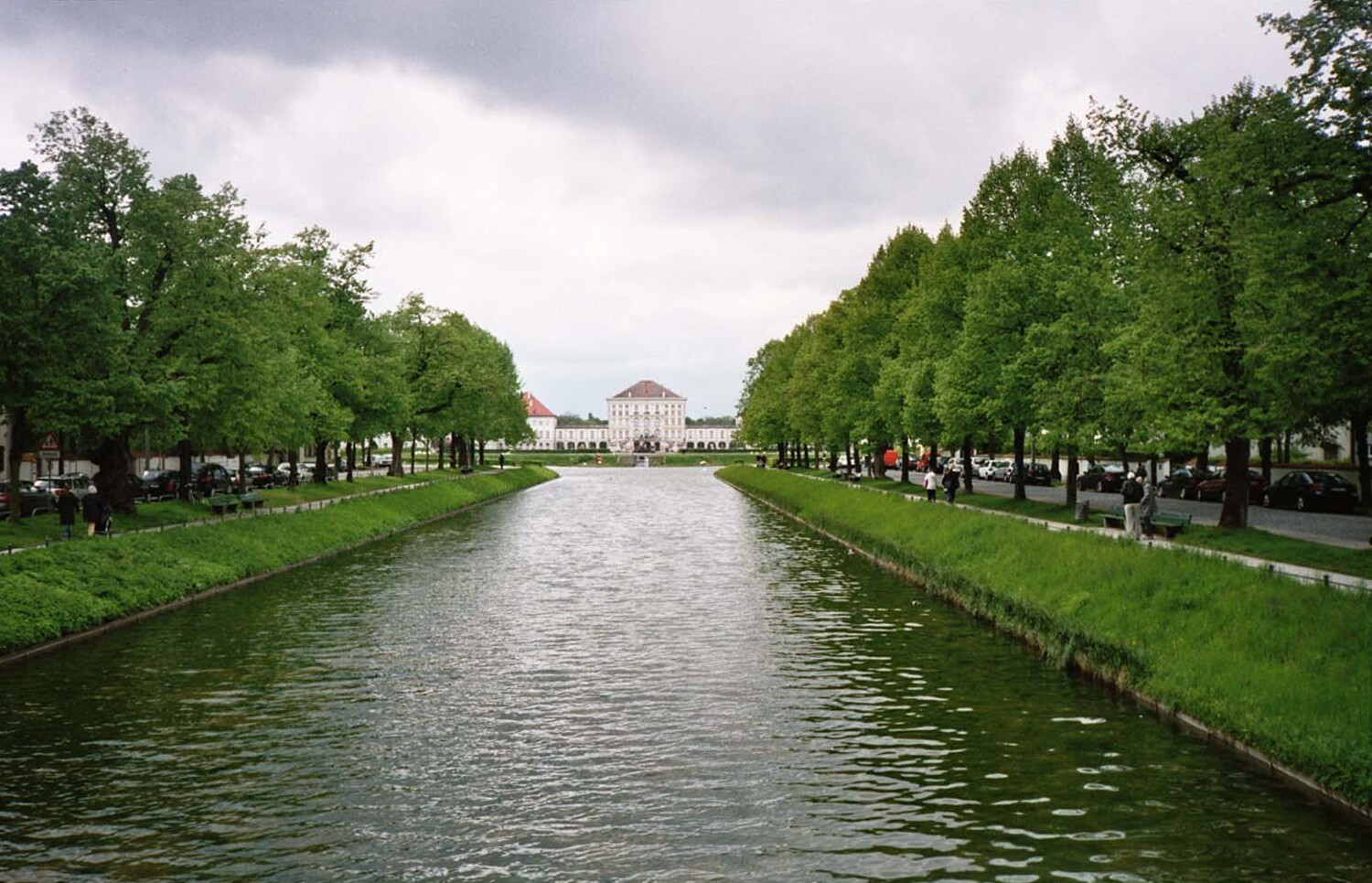
Nymphenburg, entrée principale.
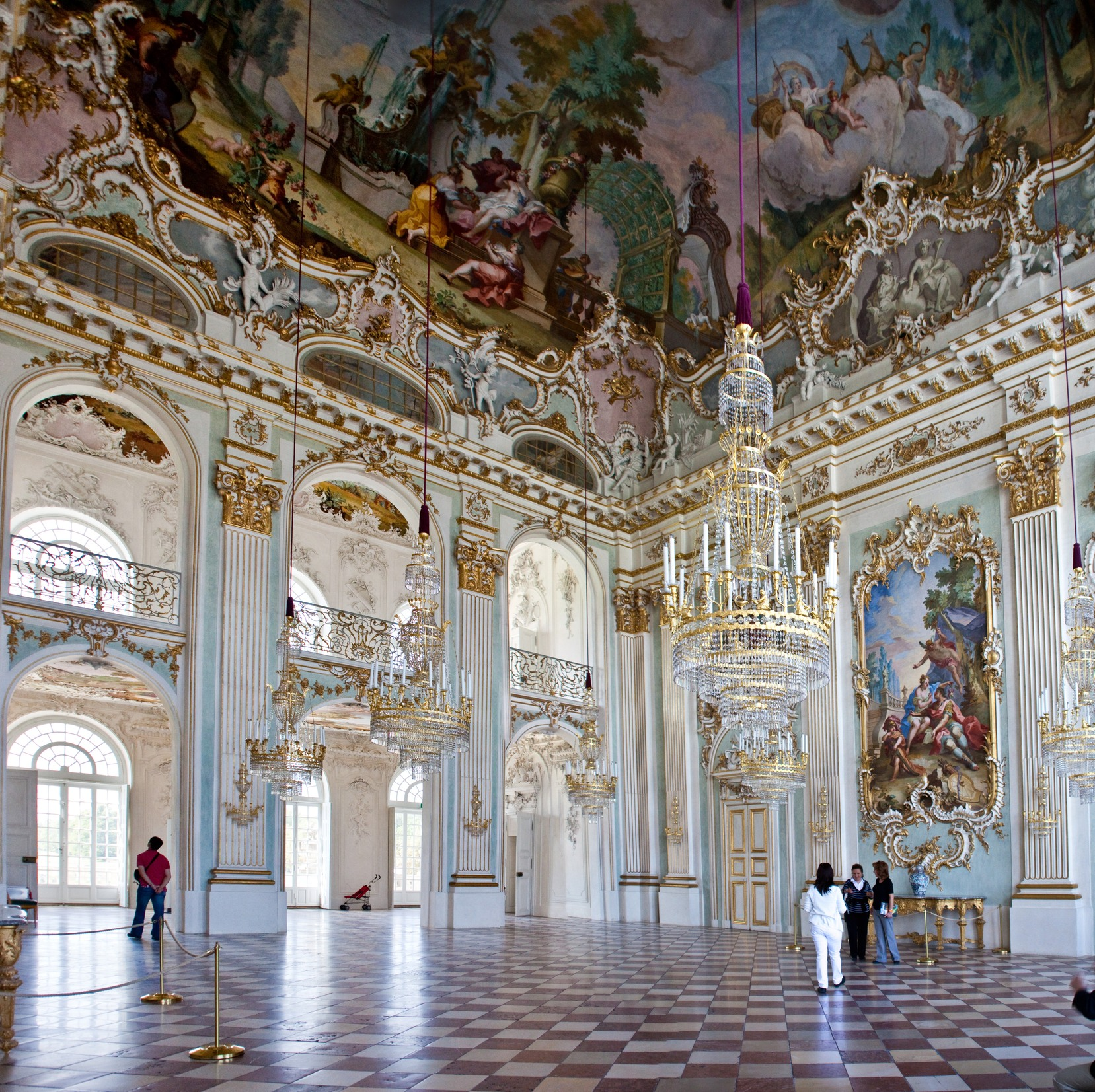
Steinerner Saal.
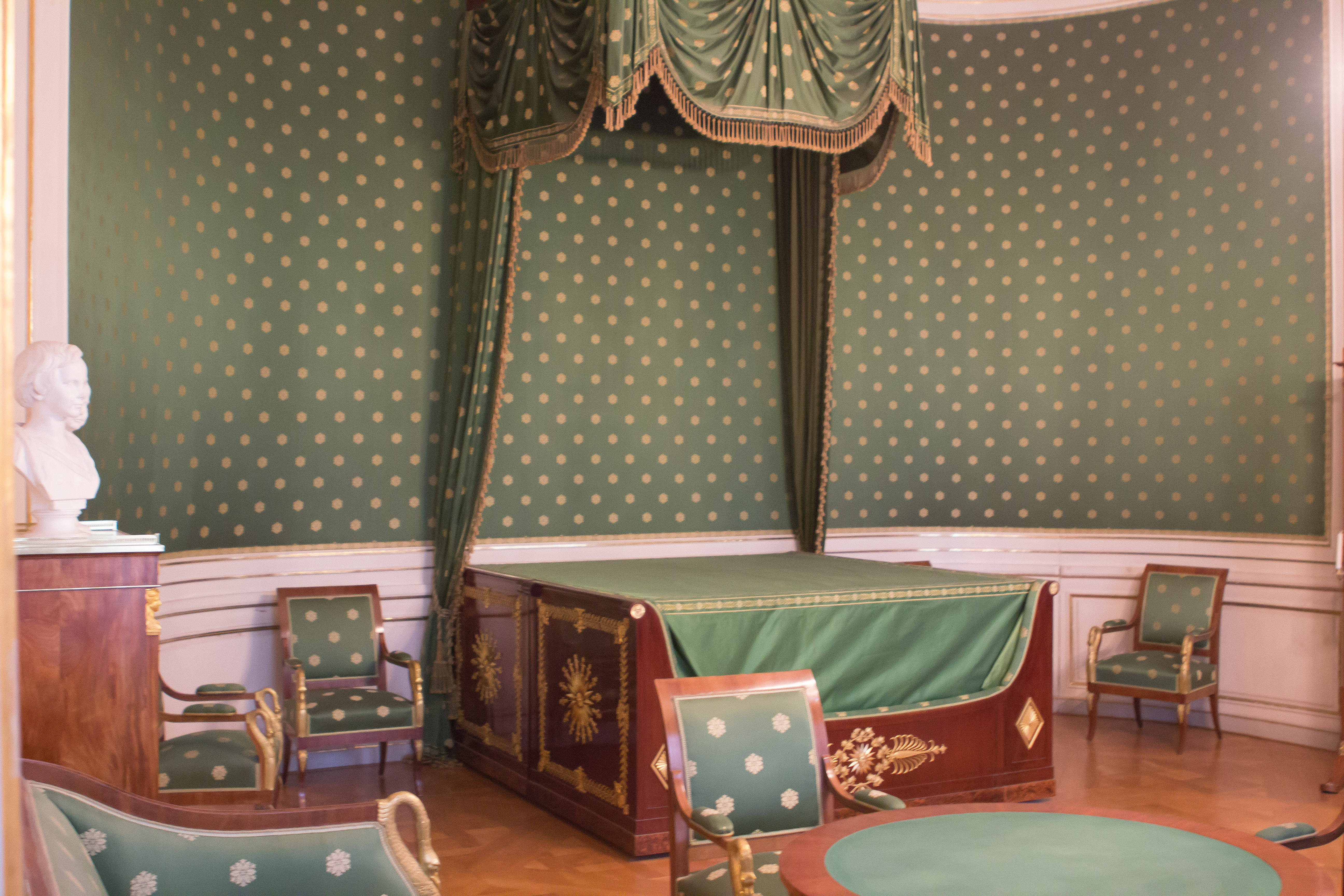
Chambre natale de Louis II.
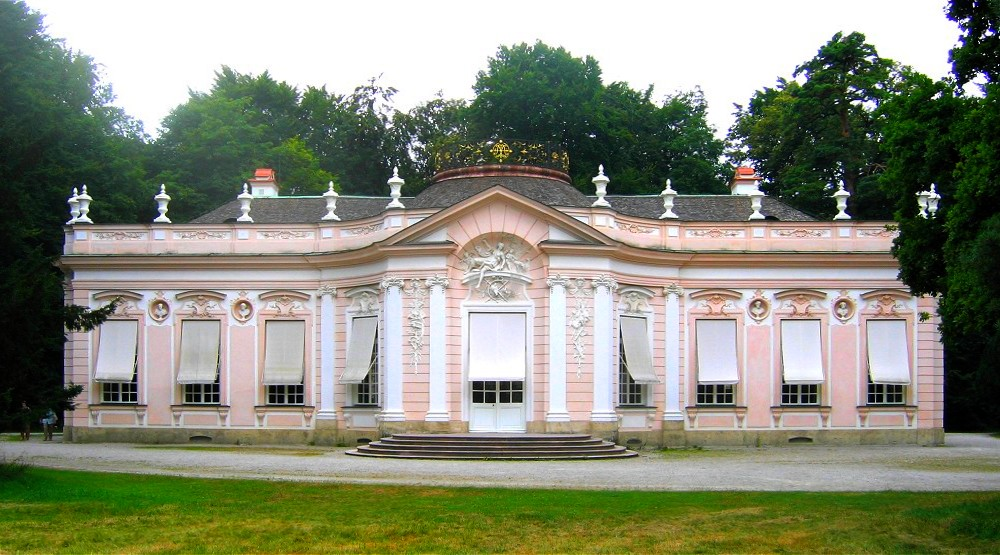
Amalienburg, pavillon de chasse.
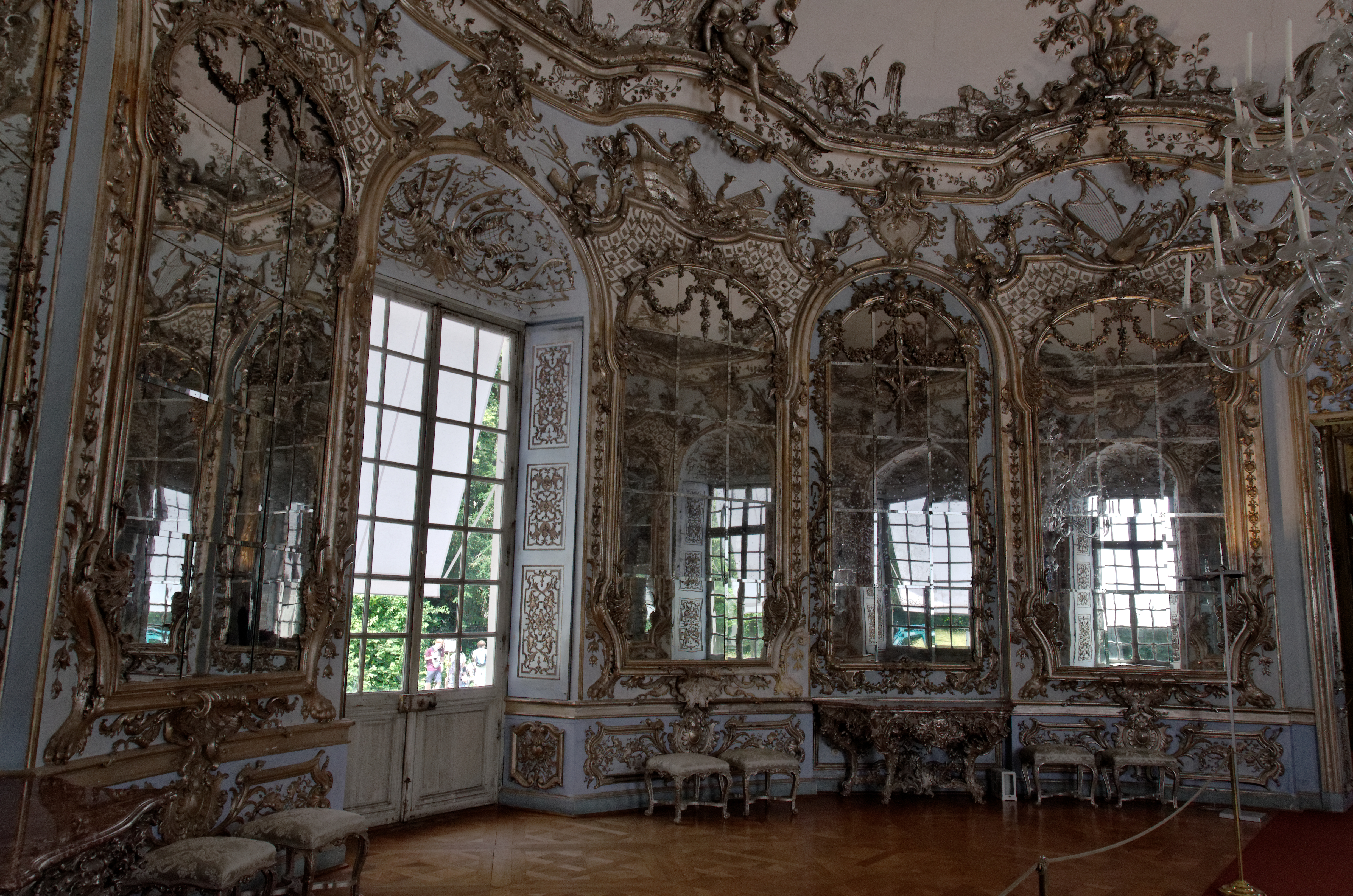
Amalienburg, galerie des glaces.
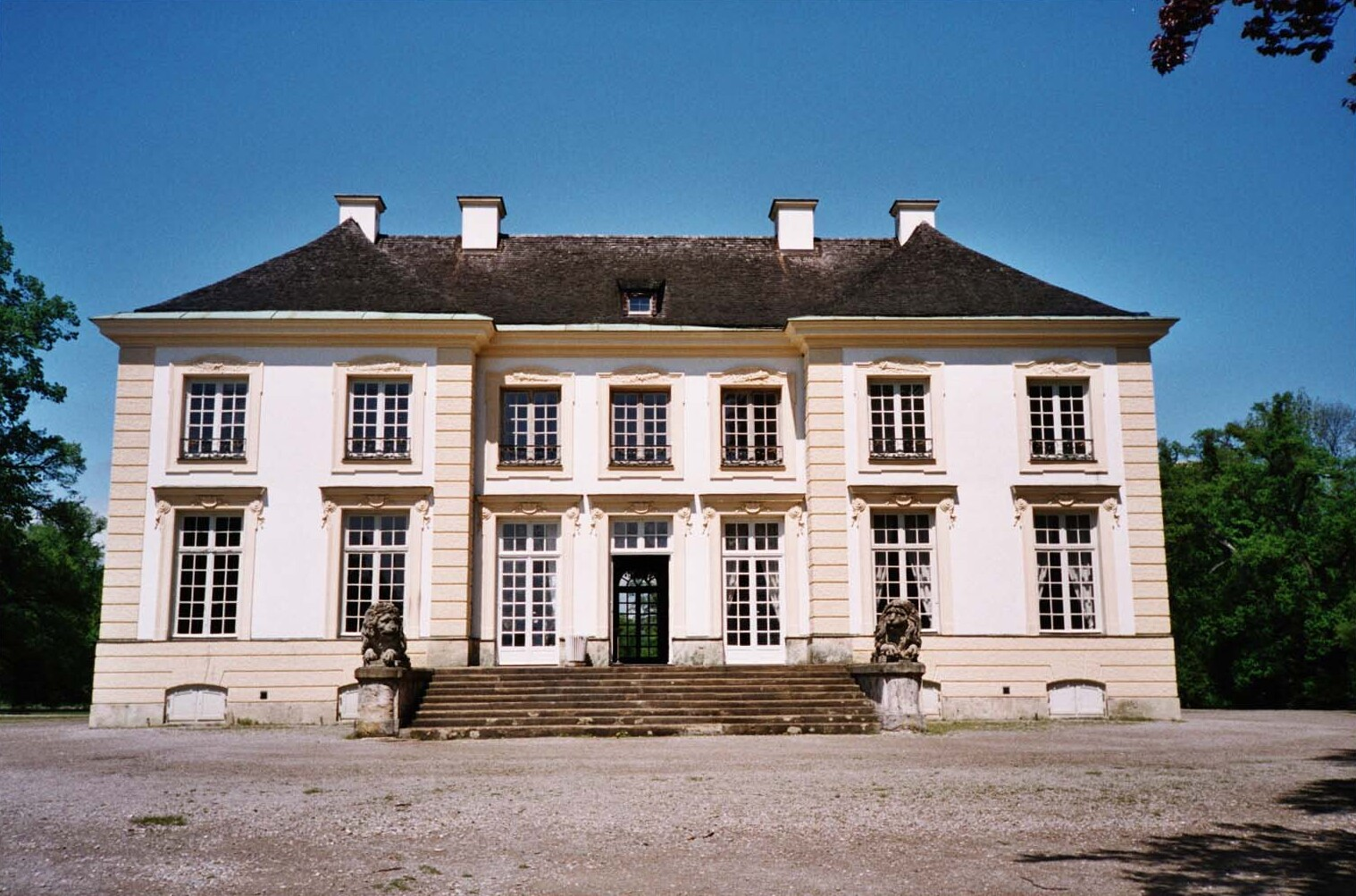
Badenburg.
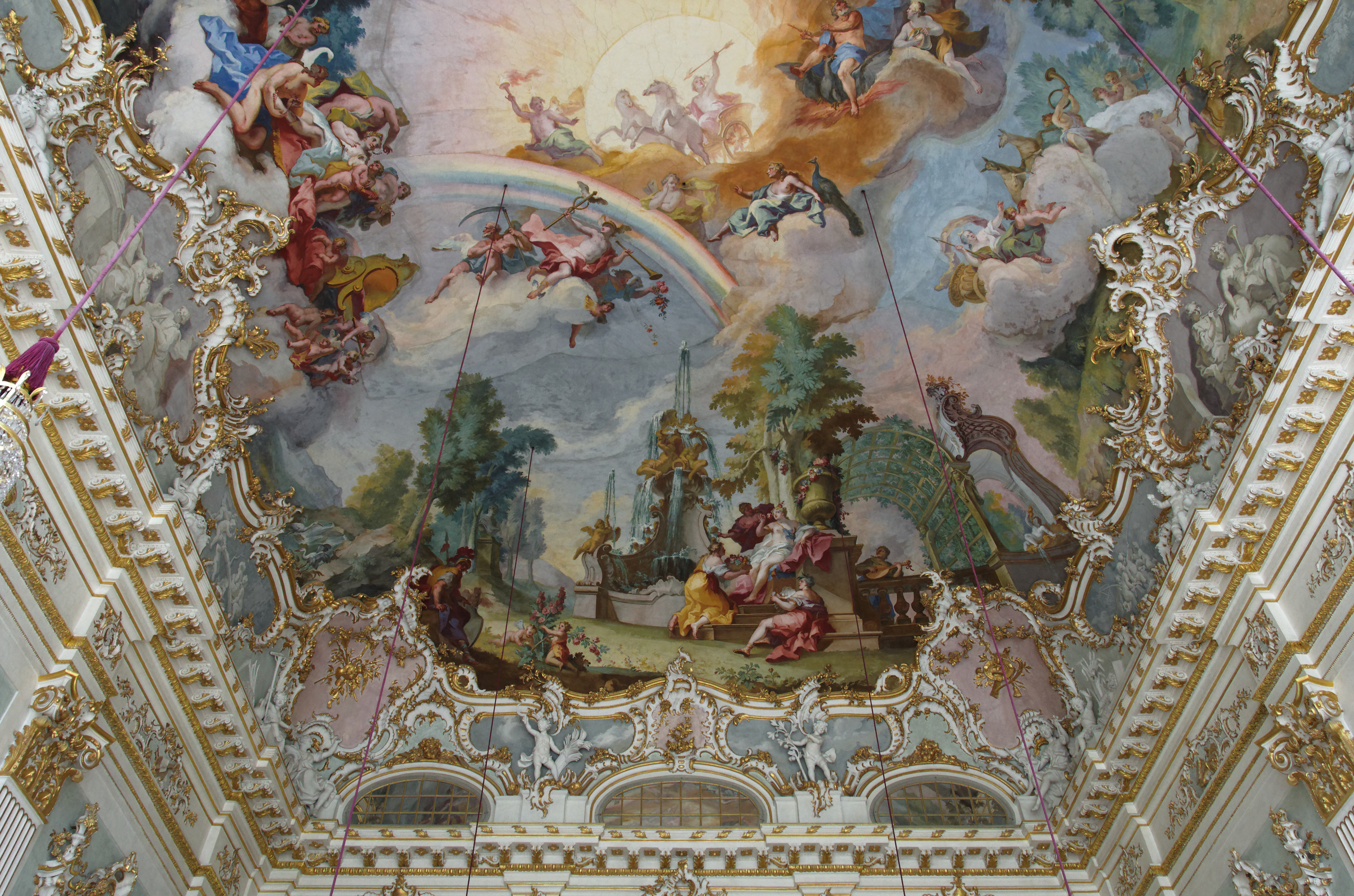
Steinerner Saal.
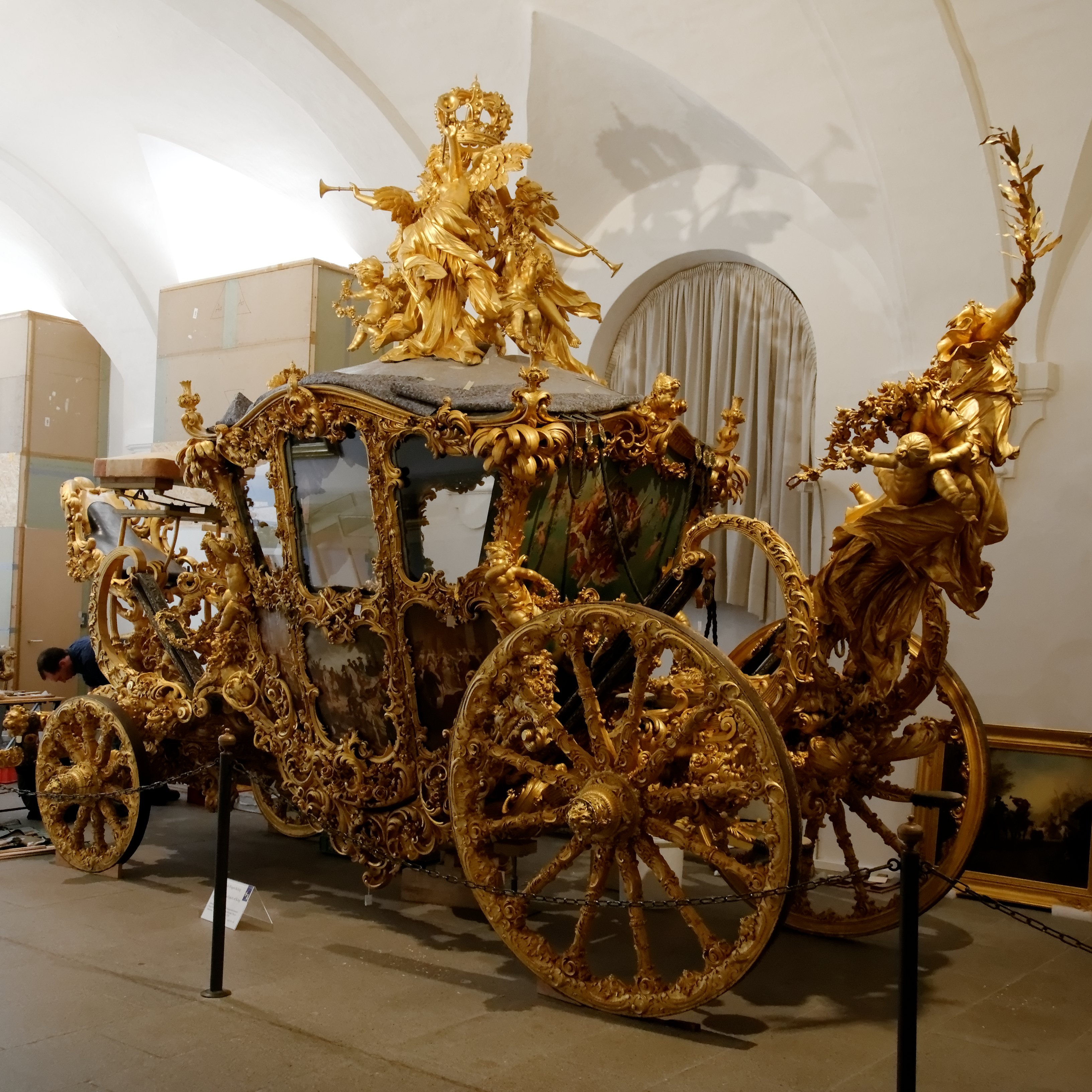
Les écuries : musée des chariots et carrosses (Marstallmuseum).
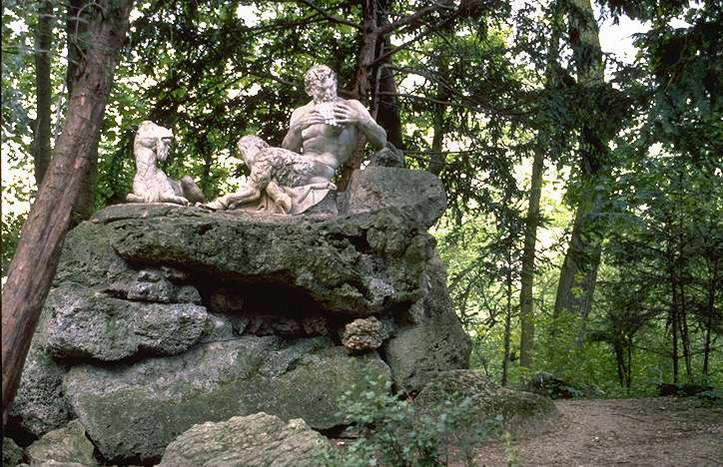
Statue de Pan dans le parc.
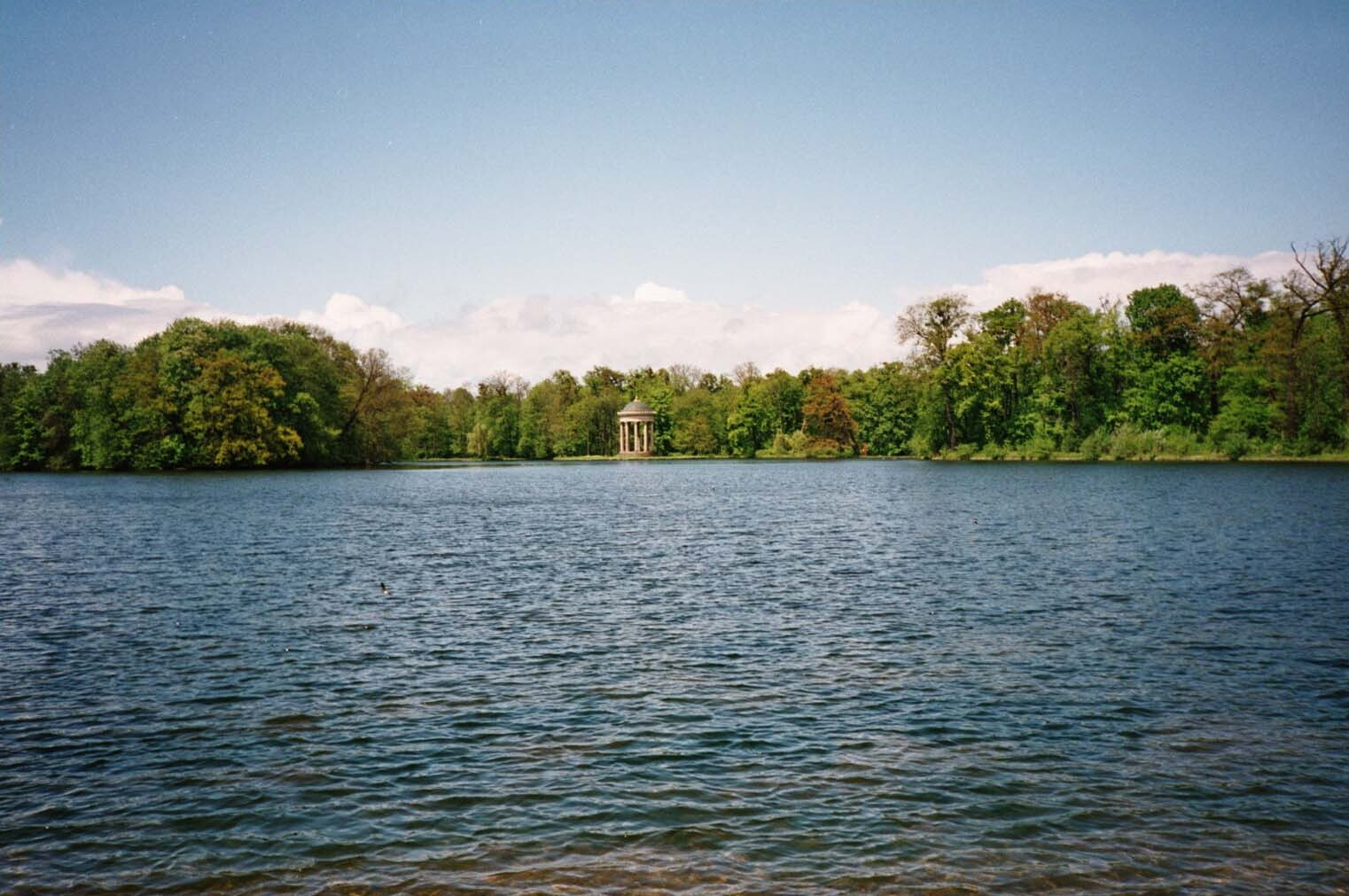
Vue du temple monoptère.
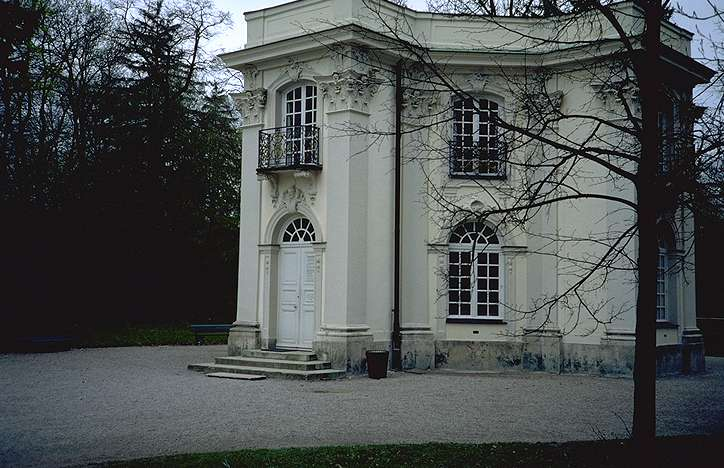
Pagodenburg, le pavillon de thé.

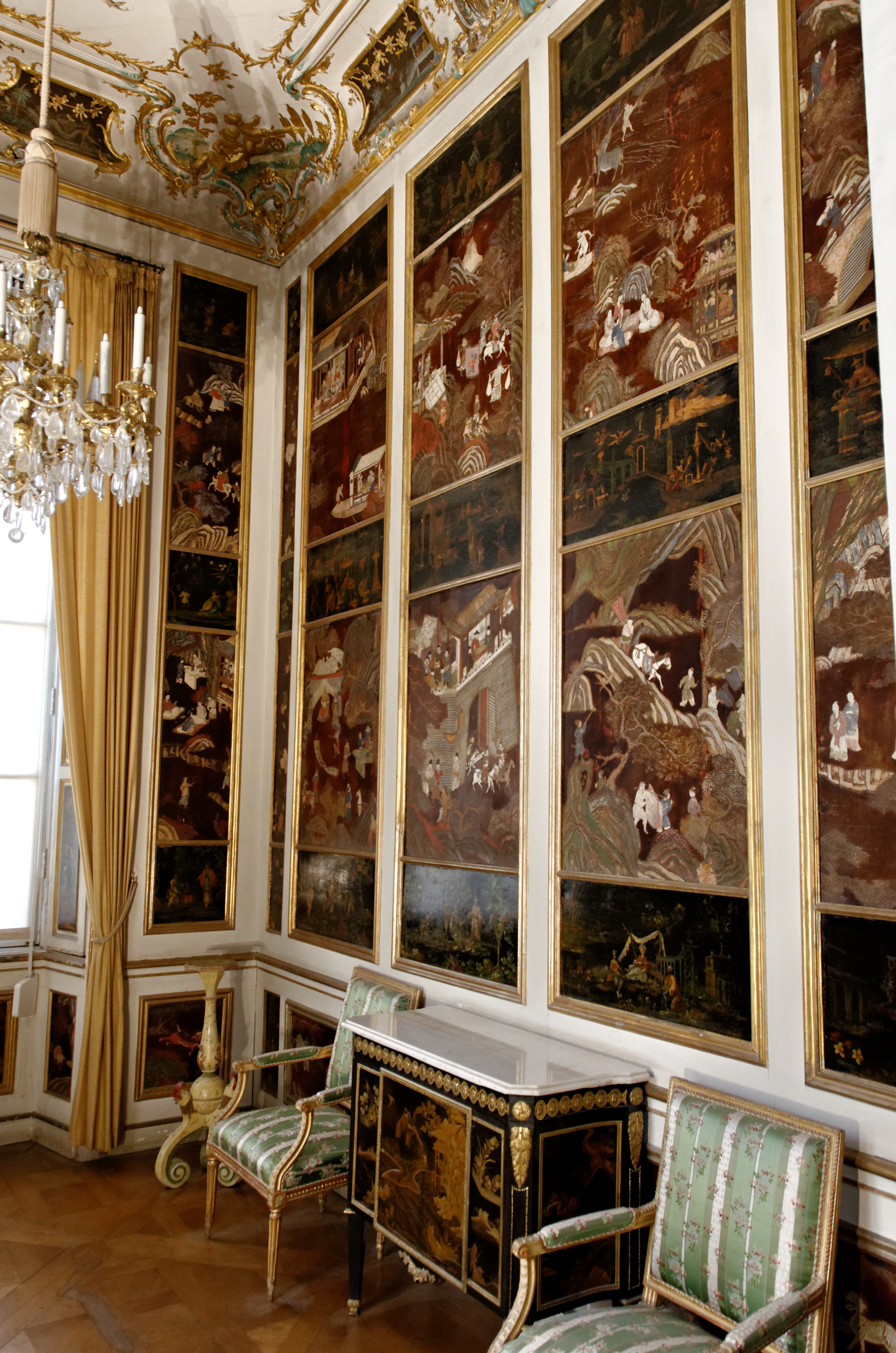
Le cabinet des chinoiseries.
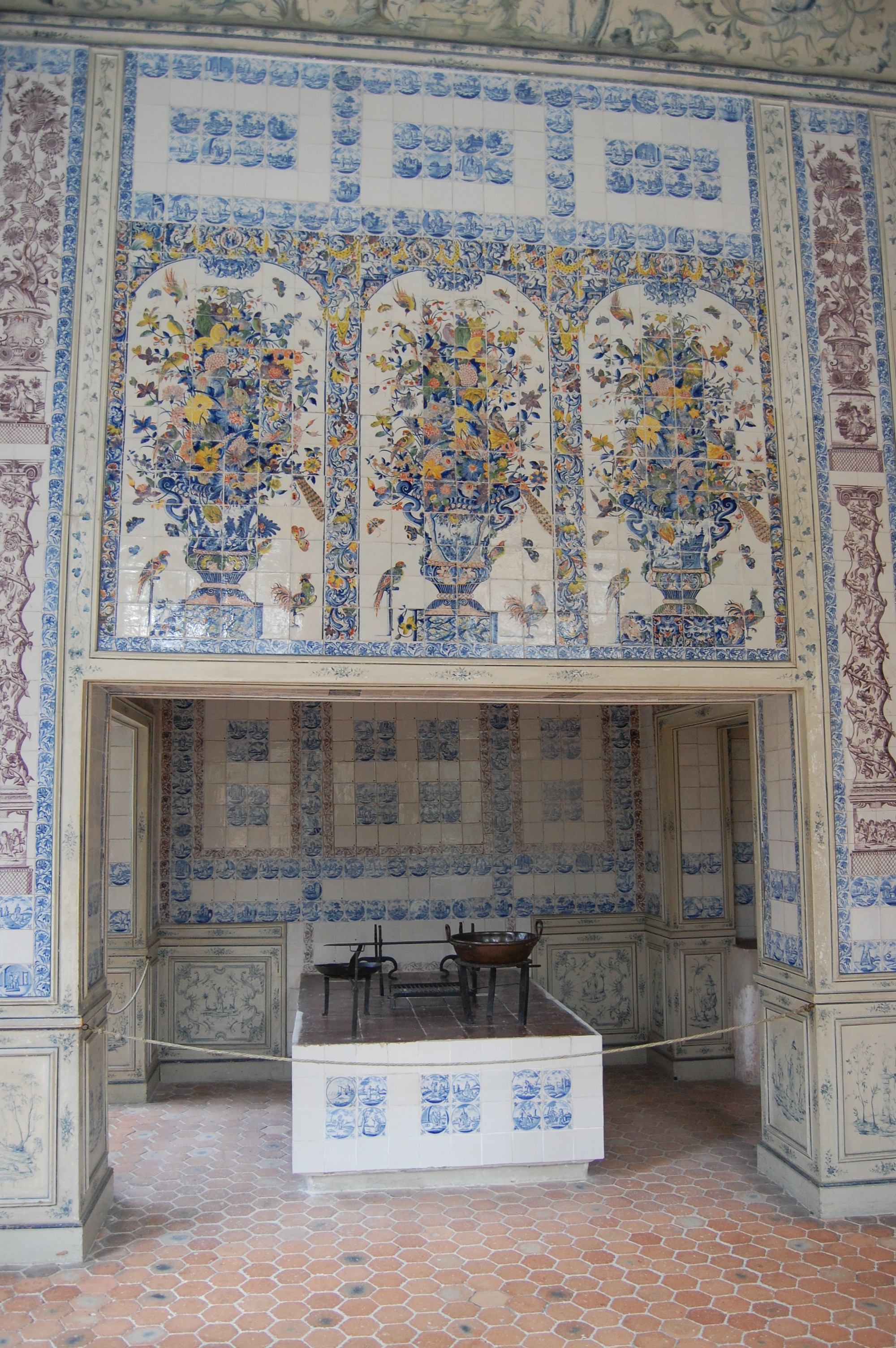
Amalienburg, cuisine avec panneaux de faïence hollandais.
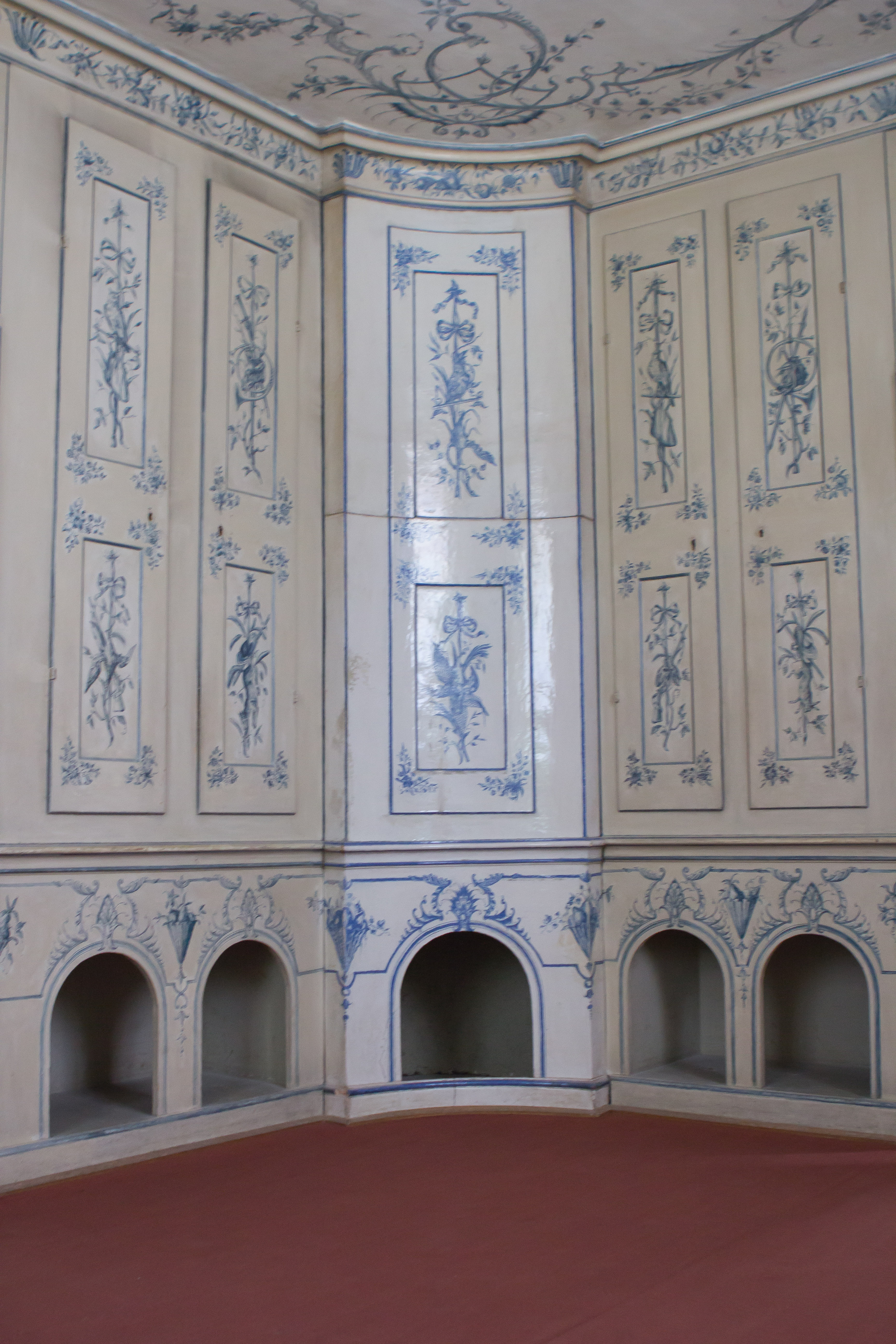
Amalienburg, la chambre des chiens.
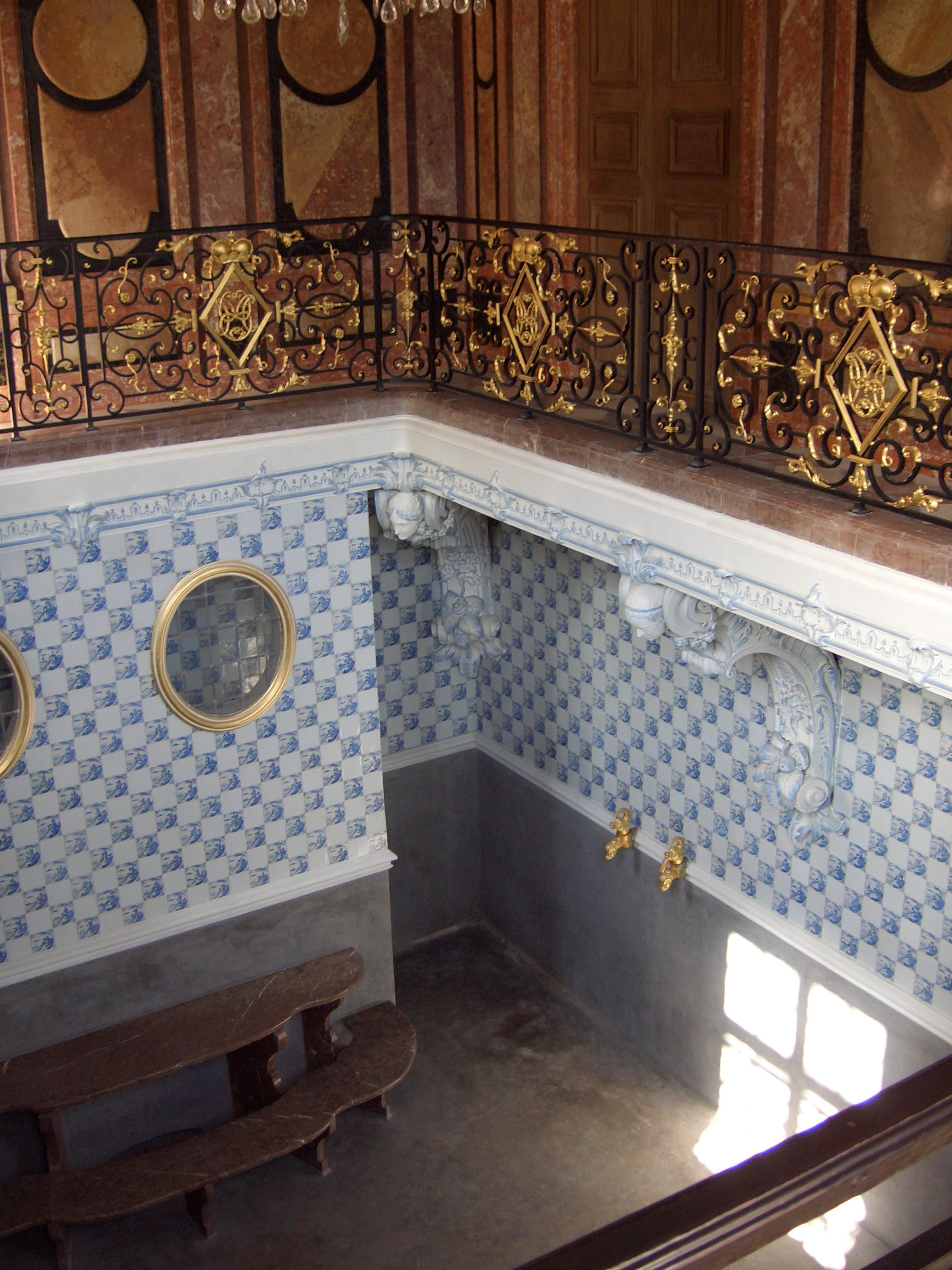
Badenburg, piscine à carreaux de faïence hollandais.
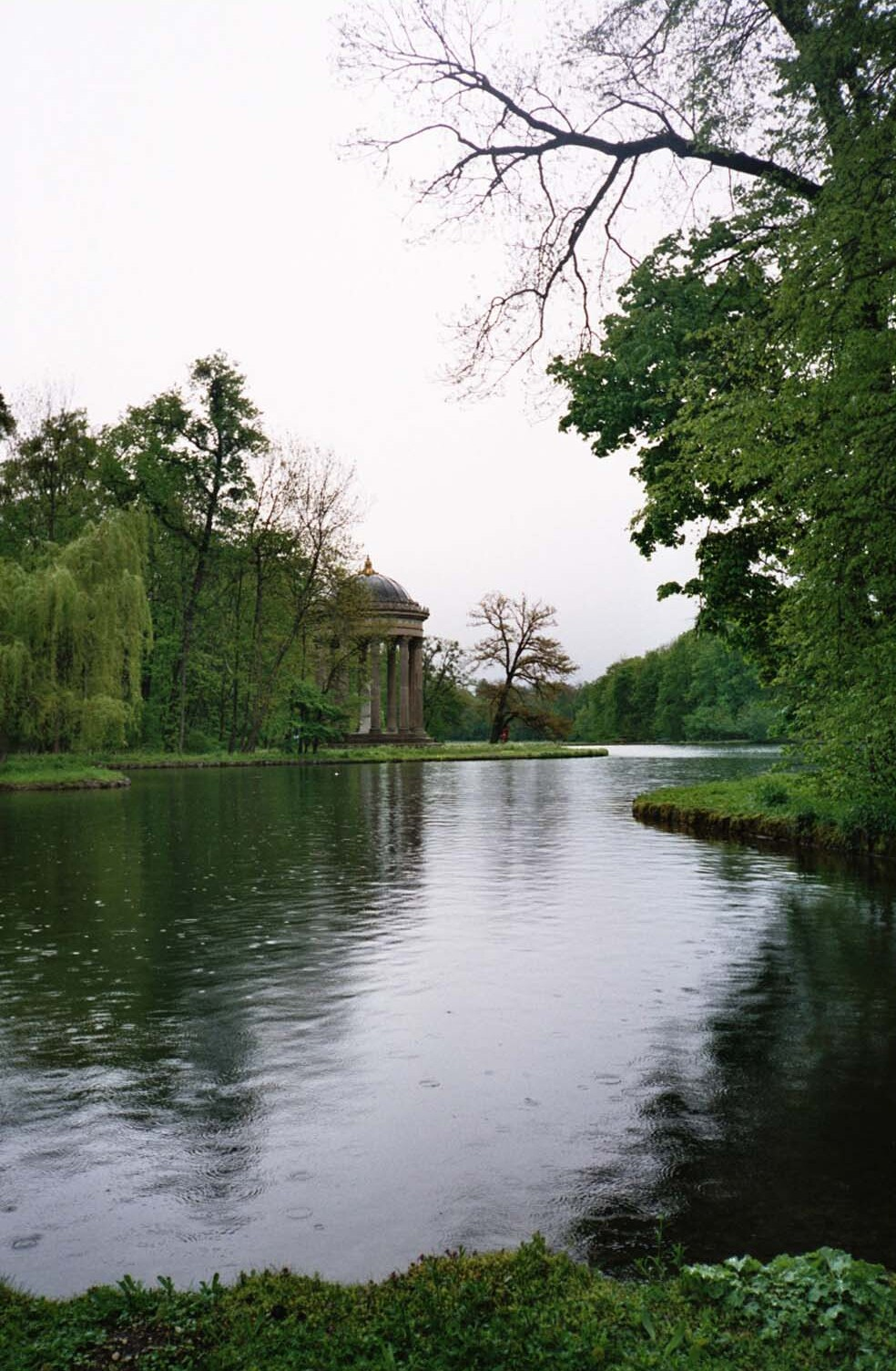
Le temple monoptère.